# Tour de Kumano
Le Tour de Kumano est une course cycliste par étapes japonaise disputée autour de Kumano. Il fait partie de l'UCI Asia Tour depuis 2008, en catégorie 2.2.
L'édition 2020 est annulée, en raison de la pandémie de maladie à coronavirus.

## Palmarès
| Année     | Vainqueur                                      | Deuxième                                       | Troisième                                      |
| --------- | ---------------------------------------------- | ---------------------------------------------- | ---------------------------------------------- |
| 2008      | Miyataka Shimizu                               | Satoshi Hirose                                 | Yukiya Arashiro                                |
| 2009      | Valentin Iglinskiy                             | Shinri Suzuki                                  | Dmitriy Fofonov                                |
| 2010      | Andrey Mizourov                                | Takashi Miyazawa                               | Shinichi Fukushima                             |
| 2011      | Fortunato Baliani                              | Miguel Ángel Rubiano                           | Taiji Nishitani                                |
| 2012      | Fortunato Baliani                              | Julián Arredondo                               | Thomas Lebas                                   |
| 2013      | Julián Arredondo                               | Fortunato Baliani                              | Nathan Earle                                   |
| 2014      | Francisco Mancebo                              | José Vicente Toribio                           | Cameron Bayly                                  |
| 2015      | Benjamín Prades                                | Ilya Gorodnichev                               | Damien Monier                                  |
| 2016      | Óscar Pujol                                    | Benjamín Prades                                | Thomas Lebas                                   |
| 2017      | Jose Vicente Toribio                           | Óscar Pujol                                    | Marcos Garcia                                  |
| 2018      | Marc de Maar                                   | Benjamin Dyball                                | Benjamín Prades                                |
| 2019      | Orluis Aular                                   | Atsushi Oka                                    | Youcef Reguigui                                |
| 2020-2021 | Annulé en raison de la pandémie de coronavirus | Annulé en raison de la pandémie de coronavirus | Annulé en raison de la pandémie de coronavirus |
| 2022      | Nathan Earle                                   | Shoi Matsuda                                   | Marino Kobayashi                               |
| 2023      | Atsushi Oka                                    | Masaki Yamamoto                                | Jambaljamts Sainbayar                          |
| 2024      | Atsushi Oka                                    | Merhawi Kudus                                  | Masaki Yamamoto                                |
| 2025      | Mark Stewart                                   | Mathias Bregnhøj                               | Atsushi Oka                                    |